# Enrique Rambal
Enrique Rambal (Valencia, 8 de maio de 1924 - Cidade do México, 15 de dezembro de 1971) foi um ator e diretor de televisão espanhol.

## Filmografia

### Como ator
- Besos, besos y más besos (1973)
- El derecho de los pobres (1973)
- Cuna de valientes (1972)
- Hay ángeles sin alas (1972)
- ¿Quién mató al abuelo? (1972)
- Jesús, María y José (1972)
- La pequeña señora de Pérez (1972)
- ¡Cómo hay gente sinvergüenza! (1972)
- El medio pelo (1972)
- OK, Cleopatra (1971)
- El sinvergüenza (1971)
- Una vez, un hombre... (1971)
- Trampa para una niña (1971)
- Para servir a usted (1971)
- Las reglas del juego (1971)
- Siempre hay una primera vez (1971)
- Juegos de alcoba (1971)
- El cuerpazo del delito (1970)
- Sexo y crimen (1970)
- El despertar del lobo (1970)
- La rebelión de las hijas (1970)
- El criado malcriado (1969)
- La casa de las muchachas (1969)
- El mundo de los aviones (1969)
- Las fieras (1969)
- "Los Caudillos" (1968) Telenovela
- "Cynthia" (1968) Telenovela
- 5 de chocolate y 1 de fresa (1968)
- El día de la boda (1968)
- "Entre sombras" (1967) Telenovela
- La vuelta del mexicano (1967)
- Estrategia matrimonial (1967)
- "El Derecho de nacer" (1966) Telenovela
- "El Despertar" (1966) Telenovela
- "Más fuerte que tu amor" (1966) Telenovela
- Cuando el diablo sopla (1965)
- Los hijos que yo soñé (1965)
- Destino: Barajas (1965)
- La juventud se impone (1964)
- Los amores de Marieta - Los Fabulosos 20s (1964)
- "Doña Macabra" (1963) Telenovela
- "Mi mujer y yo" (1963) Telenovela
- Santo en el museo de cera (1963)
- El ángel exterminador (1962)
- Si yo fuera millonario (1962)
- Cascabelito (1962)
- El pecado de una madre (1962)
- Senda prohibida (1961)
- Aventuras de Joselito y Pulgarcito (1960)
- Los Jóvenes (1960)
- Las Leandras (1960)
- La estrella vacía (1960)
- Amor en la sombra (1959)
- Yo pecador (1959)
- Melodías inolvidables (1959)
- El derecho a la vida (1959)
- El hombre y el monstruo (1958)
- Los hijos del divorcio (1958)
- Tu hijo debe nacer (1958)
- Dos diablillos en apuros (1957)
- Una lección de amor (1956)
- Primavera en el corazón (1956)
- Cara de ángel (1956)
- La culpa de los hombres (1955)
- La sombra de Cruz Diablo (1954)
- Prisionera del pasado (1954)
- La entrega (1954)
- Retorno a la juventud (1954)
- El mártir del calvario  (1952)

### Como diretor
- Cynthia (1968)
- Amor en el desierto (1967)
- El juicio de nuestros hijos (1967)
- Amor y orgullo (1966)
- La búsqueda (1966)